# 5358 Meineko
5358 Meineko è un asteroide della fascia principale. Scoperto nel 1992, presenta un'orbita caratterizzata da un semiasse maggiore pari a 2,8613468 au e da un'eccentricità di 0,1879270, inclinata di 11,09244° rispetto all'eclittica.